# Coup d'État de 2003 en Guinée-Bissau
Le coup d'État de 2003 en Guinée-Bissau est un coup d'État militaire survenu le 14 septembre 2003 en Guinée-Bissau dirigé par le général Veríssimo Correia Seabra contre le président de la République sortant Kumba Ialá.

## Déroulement
Veríssimo Correia Seabra évoque « l'incapacité » du gouvernement de Kumba Ialá comme justification de la prise de contrôle, ainsi qu'une économie stagnante, une instabilité politique et un mécontentement militaire à l'égard des salaires impayés,.
Kumba Ialá annonce publiquement sa démission le 17 septembre, et un accord politique signé le même mois lui interdit de participer à la politique pendant cinq ans. Un gouvernement de transition dirigé par des civils, par l'homme d'affaires Henrique Rosa et par le secrétaire général du Parti pour le renouveau social Artur Sanhá est créé fin septembre,.